# Marsaxlokk FC
Marsaxlokk Football Club is een voetbalclub uit Marsaxlokk, Malta.
De club werd op 3 november 1949 opgericht als Marsaxlokk White Stars FC en nam in 1954 de huidige naam aan. In 1955 werd de club toegelaten tot de Third Division en pendelde tot de jaren 90 tussen deze klasse en de Second Division, dan ging het beter voor de club en in 2002 promoveerde de club voor het eerst naar de hoogste klasse. In 2004 werd de club vierde en was bekerfinalist. De club mocht meedoen in de voorronde van de UEFA Cup maar verloor daar van het Sloveense NK Primorje.

## Erelijst
Landskampioen
in 2007
Beker van Malta
Finalist in 2004, 2023

## In Europa
#Q = #kwalificatieronde, #R = #ronde, T/U = Thuis/Uit, W = Wedstrijd, PUC = punten UEFA coëfficiënten .
Uitslagen vanuit gezichtspunt Marsaxlokk FC
| Seizoen | Competitie        | Ronde | Land                           | Club               | Totaalscore | 1e W    | 2e W    | PUC |
| ------- | ----------------- | ----- | ------------------------------ | ------------------ | ----------- | ------- | ------- | --- |
| 2004/05 | UEFA Cup          | 1Q    | Vlag van Slovenië              | NK Primorje        | 0-3         | 0-1 (T) | 0-2 (U) | 0.0 |
| 2006    | Intertoto Cup     | 1R    | Vlag van Bosnië en Herzegovina | NK Zrinjski Mostar | 1-4         | 0-3 (U) | 1-1 (T) | 0.0 |
| 2007/08 | Champions League  | 1Q    | Vlag van Bosnië en Herzegovina | FK Sarajevo        | 1-9         | 0-6 (T) | 1-3 (U) | 0.0 |
| 2008/09 | UEFA Cup          | 1Q    | Vlag van Kroatië               | NK Slaven Belupo   | 0-8         | 0-4 (T) | 0-4 (U) | 0.0 |
| 2024/25 | Conference League | 1Q    | Vlag van Albanië               | Partizan Tirana    | 2-3         | 1-1 (U) | 1-2 (T) | 0.5 |

Totaal aantal punten voor UEFA coëfficiënten: 0.5
Zie ook
- Deelnemers UEFA-toernooien Malta
- Ranglijst van alle clubs die in de diverse Europa Cups zijn uitgekomen

## Bekende (oud) spelers
Andre Schembri
Balzan · 
Birkirkara · 
Floriana · 
Gzira United · 
Ħamrun Spartans · 
Hibernians · 
Marsaxlokk ·
Melita FC ·
Mosta · 
Naxxar Lions ·
Sliema Wanderers ·
Żabbar St. Patrick FC